# Ostermarsch (Norden)
Ostermarsch è una frazione (Stadtteil) del comune di Norden, nel land della Bassa Sassonia, in Germania.

## Storia
Già comune autonomo nel circondario di Norden, fu soppresso e incorporato a Norden il 1º luglio 1972.